# Francesco Simonazzi
Francesco Simonazzi, né le 8 mars 2004 à Reggio d'Émilie, est un pilote automobile italien.

## Biographie

### Formule 4 italienne

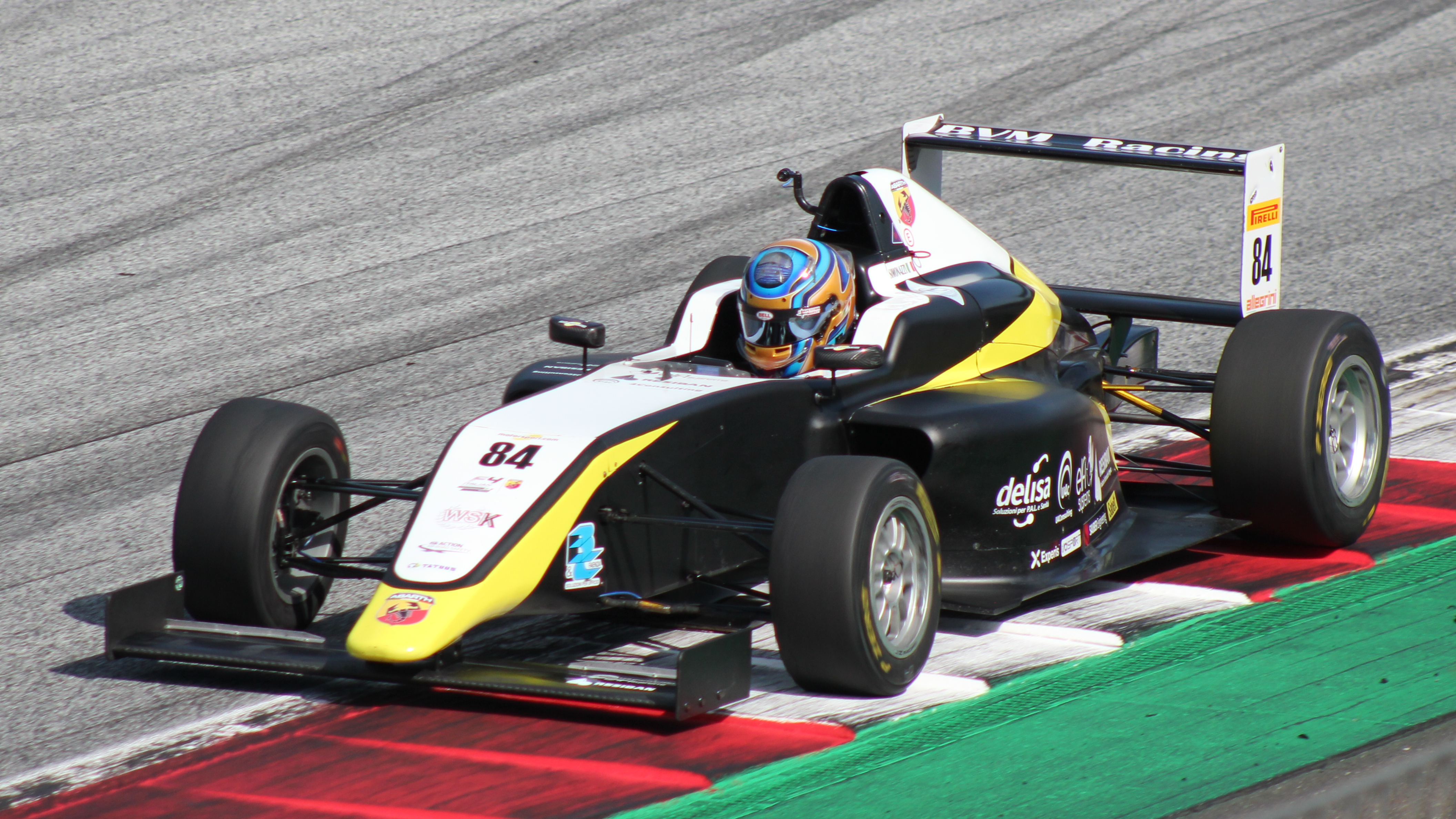
Francesco Simonazzi en Formule 4 italienne en 2021 à Spielberg.

En 2019, Simonazzi fait ses débuts en monoplace dans le championnat d'Italie de Formule 4 avec l'écurie Cram Motorsport. Pour sa première saison, il n'entre qu'une seule fois dans les points avec une huitième place lors de la manche d'Imola. Il ne dispute pas la saison complète, manquant 2 courses en fin de saison. Il se classe vingt-deuxième avec 4 points. L'année suivante, il rejoint l'écurie DRZ Bennelli pour la première manche puis Jenzer Motorsport pour les deux suivantes, où il inscrit deux points. Il dispute en parallèle une manche dans le championnat d'Espagne de Formule 4, également avec Jenzer, où il décroche le premier podium de sa carrière.
Simonazzi dispute ensuite la fin de saison du championnat italien avec BVM Racing, où il marque plus de points, avec une sixième place à Vallelunga pour meilleur résultat. Il se classe dix-huitième du championnat avec 18 points. En 2021, il se réengage pour une nouvelle saison avec BVM Racing. Il améliore ses performances en signant une quatrième place sur le Red Bull Ring. Il se classe quatorzième du championnat avec 28 points. Il fait également une apparition dans le championnat d'Europe Centrale de Formule 4, ainsi que dans le F2000 Italian Trophy, où il monte sur deux podiums dans chacune des deux séries.

### Euroformula Open
En 2021, toujours avec BVM Racing, Simonazzi rejoint la Euroformula Open pour les deux dernières manches de la saison à Monza et à Barcelone. Il inscrit deux points lors des trois courses en Italie et se classe dix-huitième du championnat avec 15 points.
L'Italien retrouve BVM Racing en 2022 pour sa première saison complète. Malgré le faible nombre de pilotes sur la grille, il marque des points lors de chaque manche. Il doit attendre le milieu de saison avant de décrocher son premier podium, lors de la troisième course du Hungaroring, puis sa première victoire sur le Red Bull Ring ; il obtient la victoire sur tapis vert après que le vainqueur initial, Vladislav Lomko, ait été pénalisé de cinq secondes pour un accrochage avec Frederick Lubin,. Le week-end de Monza est plus difficile et marqué par un accrochage avec Christian Mansell, qui se retrouve projeté dans les airs après un contact avec l'Italien. Lors de la finale à Barcelone, Simonazzi décroche un quatrième podium, ce qui lui permet de se classer sixième du championnat avec 197 points. Il est le deuxième pilote engagé à temps complet le moins bien classé au championnat, devant le mexicain Alex García.
En 2023, Simonazzi se réengage pour une deuxième saison, à nouveau avec BVM Racing. Il réalise sa meilleure saison dans le championnat en remportant deux victoires à Portimão et à Barcelone et monte sur six autres podiums (trois fois deuxième et trois fois troisième). Son seul abandon survient lors de la première course du Castellet, à la suite d'un accrochage avec le futur champion Noel León. Il se classe à la troisième place du championnat avec 309 points.
En 2024, Il poursuit sa collaboration avec BVM Racing pour une nouvelle saison dans le championnat. Il fait mieux que la saison précédente en remportant cinq victoires et en décrochant deux pole positions (ses deux premières dans le championnat), ainsi que 12 podiums. Il termine vice-champion derrière Brad Benavides avec 353 points.

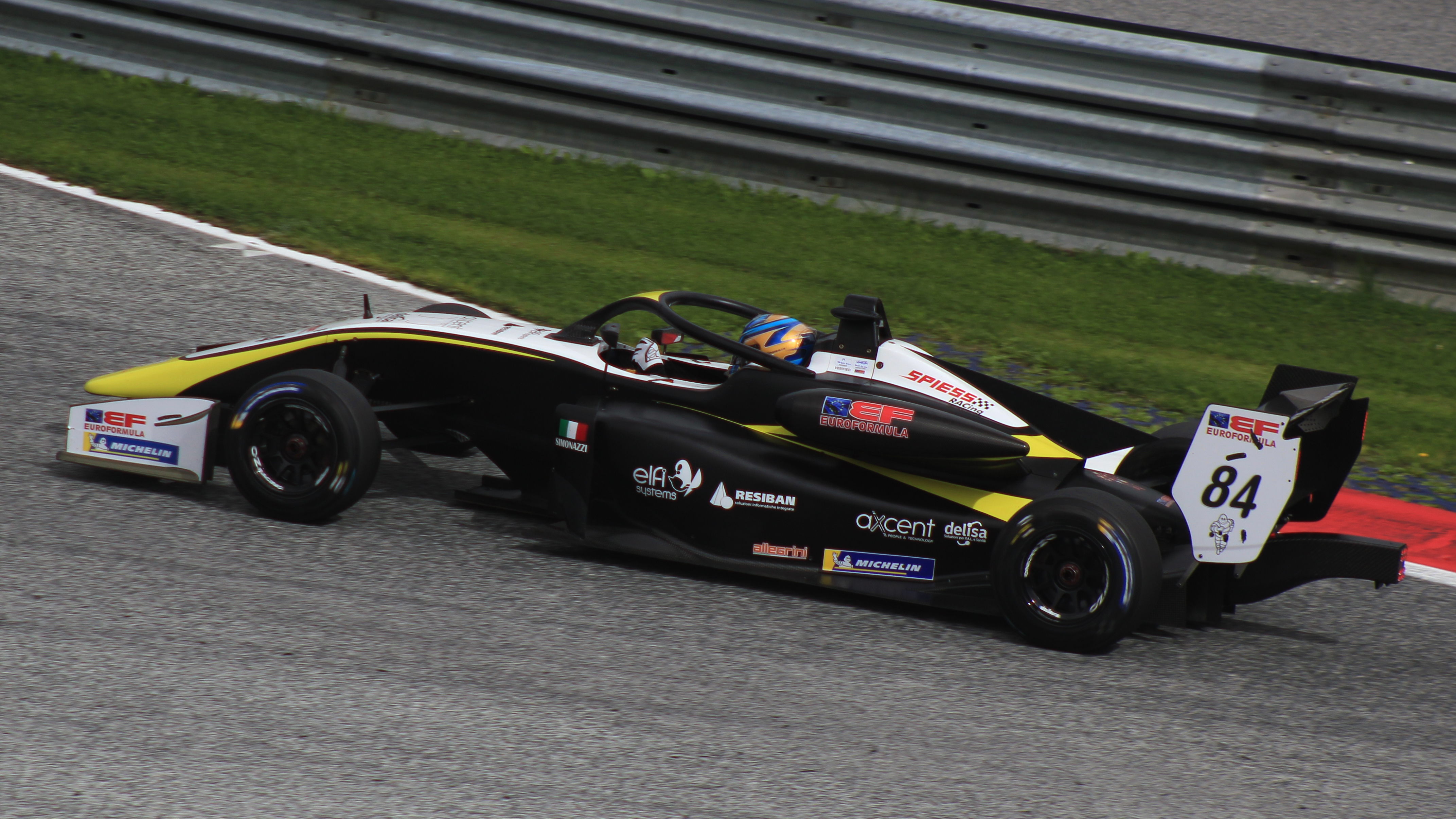
Simonazzi en Euroformula Open en 2022 à Spielberg
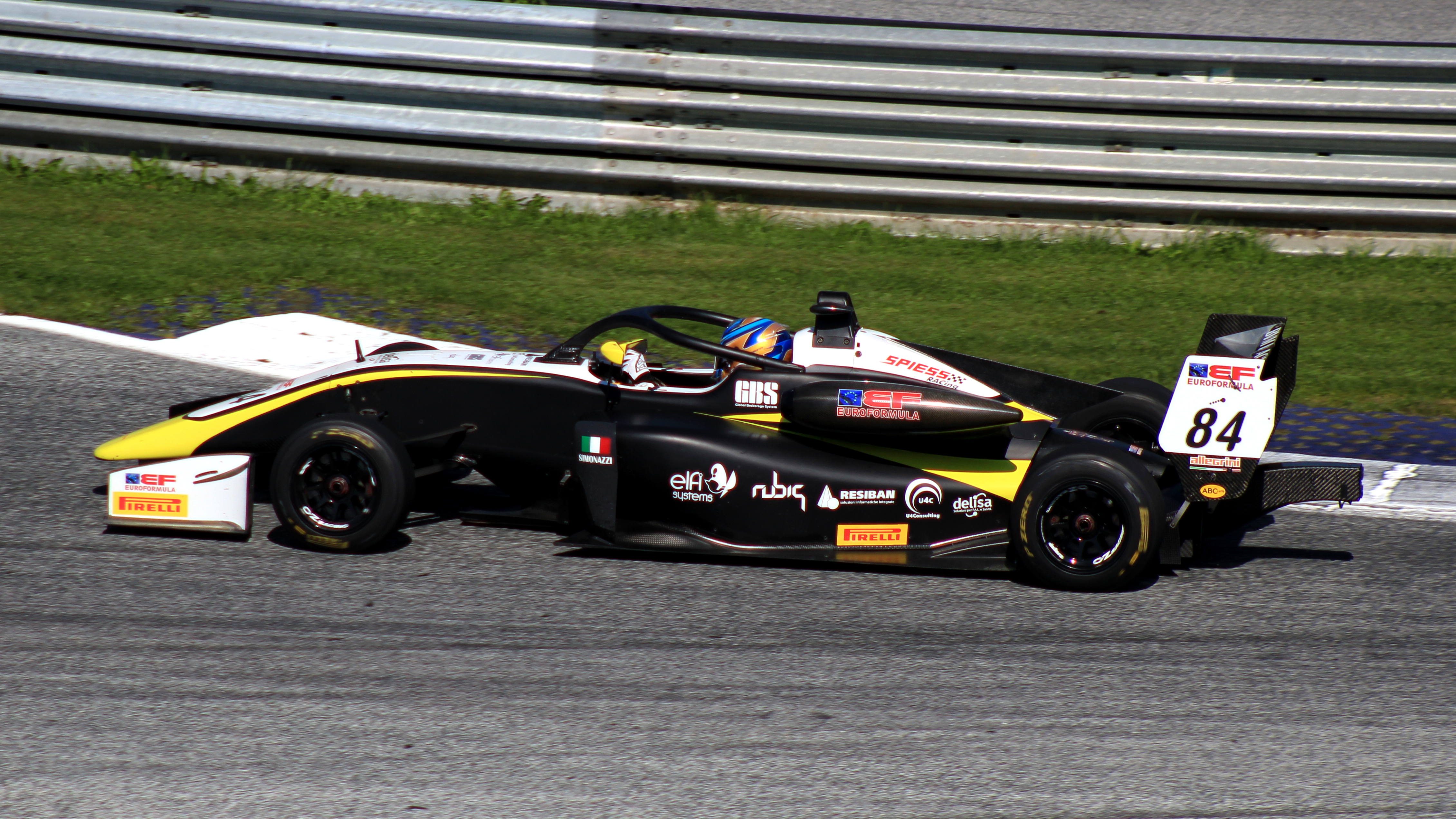
Simonazzi en Euroformula Open en 2023 à Spielberg
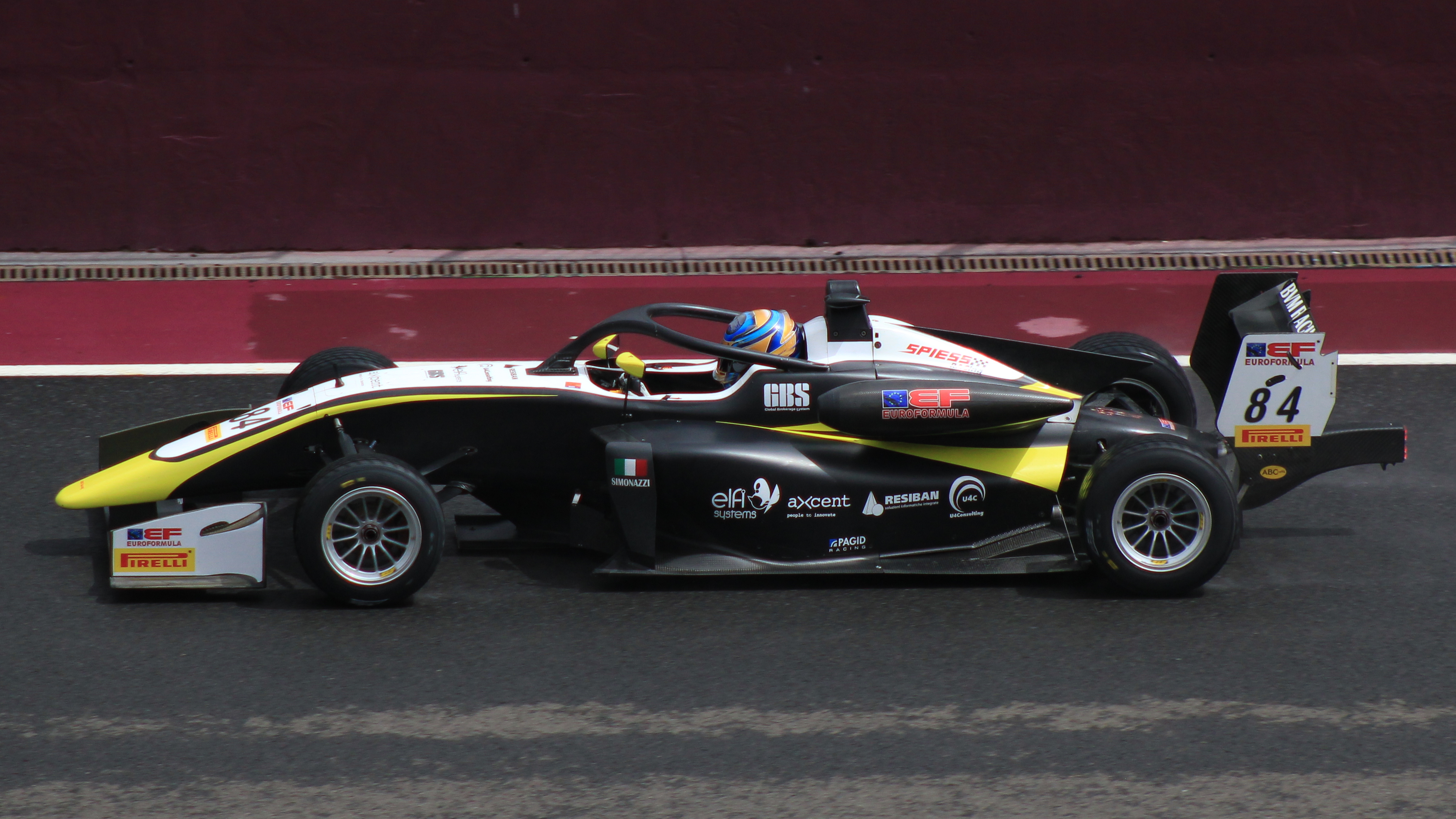
Simonazzi en Euroformula Open en 2024 sur le Hungaroring

### Formule 3 FIA
Fin juillet 2023, Rodin Carlin annonce l'arrivée de Simonazzi pour les deux dernières manches de la Formule 3 FIA à la place de Max Esterson retourné disputer le championnat de Grande-Bretagne de Formule 3.

## Carrière

### Résultats en karting
| Saison    | Série                                    | Position   |
| --------- | ---------------------------------------- | ---------- |
| 2015      | WSK Final Cup — 60 Mini                  | Non classé |
| 2018      | Trofeo Andrea Margutti — X30 Senior      | 14e        |
| 2019      | Italian Karting Championship — KZN Under | 32e        |
| Source, : |                                          |            |

### Résultats en monoplace
| Saison | Championnat                        | Écurie            | Courses | Victoires | Pole positions | Meilleurs tours | Podiums | Points | Classement |
| ------ | ---------------------------------- | ----------------- | ------- | --------- | -------------- | --------------- | ------- | ------ | ---------- |
| 2019   | Championnat d'Italie de Formule 4  | Cram Motorsport   | 20      | 0         | 0              | 0               | 1       | 104    | 8e         |
| 2020   | Championnat d'Italie de Formule 4  | DRZ Benelli       | 3       | 0         | 0              | 0               | 0       | 18     | 18e        |
| 2020   | Championnat d'Italie de Formule 4  | Jenzer Motorsport | 6       | 0         | 0              | 0               | 0       | 18     | 18e        |
| 2020   | Championnat d'Italie de Formule 4  | BVM Racing        | 11      | 0         | 0              | 0               | 0       | 18     | 18e        |
| 2020   | Championnat d'Espagne de Formule 4 | Jenzer Motorsport | 3       | 0         | 0              | 0               | 1       | 23     | 14e        |
| 2021   | Formule 4 Europe Centrale          | DRZ Benelli       | 2       | 0         | ?              | ?               | 2       | 30     | 4e         |
| 2021   | Formula 2000 Italian Trophy        | DRZ Benelli       | 2       | 2         | 2              | 2               | 2       | 0†     | n.c        |
| 2021   | Championnat d'Italie de Formule 4  | BVM Racing        | 12      | 0         | 0              | 0               | 0       | 28     | 14e        |
| 2021   | Euroformula Open                   | BVM Racing        | 6       | 0         | 0              | 0               | 0       | 15     | 18e        |
| 2022   | Euroformula Open                   | BVM Racing        | 26      | 1         | 0              | 1               | 4       | 197    | 6e         |
| 2023   | Euroformula Open                   | BVM Racing        | 23      | 2         | 0              | 2               | 8       | 309    | 3e         |
| 2023   | Formula 2000 Italian Trophy        | BVM Racing        | 2       | 2         | 0              | 0               | 2       | 0†     | n.c        |
| 2023   | Formule 3 FIA                      | Rodin Carlin      | 4       | 0         | 0              | 0               | 0       | 0      | 27e        |
| 2024   | Euroformula Open                   | BVM Racing        | 24      | 5         | 2              | 5               | 12      | 353    | 2e         |
| 2025   | European Le Mans Series            | Duqueine Team     |         |           |                |                 |         |        | e          |

† Simonazzi étant un pilote invité, il était inéligible aux points.